# Stadion CSiR-u w Dąbrowie Górniczej
Stadion CSiR-u – stadion piłkarski w Dąbrowie Górniczej, w Polsce. Obiekt może pomieścić 1000 widzów, z czego 200 miejsc jest siedzących. Swoje spotkania rozgrywają na nim piłkarze klubu Zagłębie Dąbrowa Górnicza.

## Historia
Stadion dawniej użytkowany był przez Towarzystwo Sportowe Dąbrowa. W 1933 roku przenieśli się na niego piłkarze klubu Zagłębie Dąbrowa Górnicza, których poprzednie boisko znajdowało się przy ulicy Mireckiego, na terenie obecnej Szkoły Podstawowej nr 3. Pod koniec okresu międzywojennego zespół ten występował w rozgrywkach okręgowych Zagłębiowskiego OZPN-u, w sezonie 1951 klub (wówczas pod nazwą Stal) grał natomiast w II lidze.

Afisz meczu Zagłębie Dąbrowa Górnicza - Skra Częstochowa 30.04.1939 r.